# Instagirl
Instagirl est un mot-valise composé d'« Instagram » et de « girl » instauré à l'origine par l'édition américaine de Vogue. Celui-ci désigne des personnalités féminines liées à la mode ou au mannequinat et utilisant abondamment cette application de partage de photos dans le but premier d'autopromotion. Leur niveau de popularité auprès des médias ou du public devient alors consécutif à cet usage, jusqu'à influencer leur carrière.

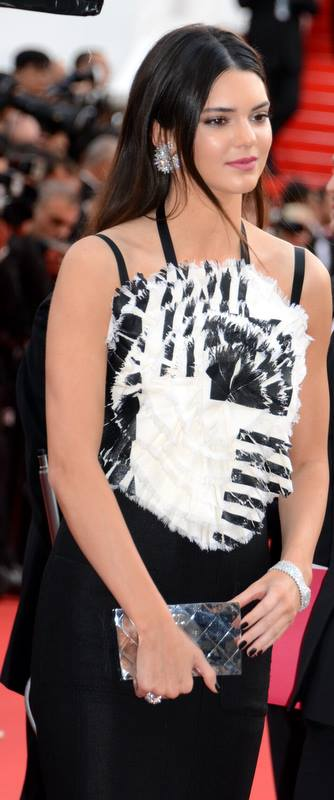
Kendall Jenner, une instagirl, au festival de Cannes de 2014.

Kendall Jenner surtout, mais également Gigi Hadid, Karlie Kloss ou Cara Delevingne apparaissent tout d'abord comme les représentantes les plus en vue de cette tendance, parfois comparées aux supermodels des années 1990. Les instagirls restent le symbole de l'influence de l'application dans le domaine de la mode, courant plus large apparu au milieu des années 2010. Ainsi, certaines personnalités de la mode ou des marques font d'Instagram un vecteur majeur de leur communication jusqu'à ce que leur renommée soit indissociable du nombre d'abonnés dont ils disposent.

## Nouvelles stars
Les Instagirls établissent leur e-popularité par la large présence sur Instagram bien avant que le mannequinat les mette en vedette : « elles ont été privilégiées et influentes avant même d’entrer dans le monde de la mode. » L'évolution de cette notoriété par autopromotion reste par ailleurs plus rapide que l'établissement d'une carrière traditionnelle faite de couvertures de magazines et de défilés, même si Carine Roitfeld précise que « la rapidité avec laquelle Instagram projette certaines filles sur le devant de la scène est hallucinante. […] malheureusement, ce ne sont pas toujours les plus grands talents qui comptabilisent le plus grand nombre de followers ». Elles mettent en scène leur propre image parfois enjolivée par les filtres que propose l'application, leur propre style de vie réel ou imaginaire : « ce sont les stylistes d'eux-mêmes » qui professionnalisent leur statut. Il n'en reste pas moins que ce sont toutes de véritables professionnelles sachant défiler, poser et ayant une réelle présence face à un objectif. Alors que l'édition du mois de septembre du Vogue américain est la plus importante  de l'année, Joan Smalls, Cara Delevingne et Karlie Kloss en font la couverture. Le magazine titre « Les Instagirls ! Les mannequins du moment dans les vêtements de la saison. »
La comparaison est régulièrement faite entre les instagirls et les supermodels des années 1990,. Pourtant, l'accession à la célébrité ne se fait pas de la même manière,. « Oubliez le tour de taille, les mannequins d'aujourd'hui sont mesurés par leur nombre de fans sur les chaines des médias sociaux » écrit le Financial Time,. Madame Figaro précise que « le follower est, lui, le baromètre 2.0 du degré de séduction d'une muse en devenir. » Malgré tout, ce phénomène s'établit comme la continuité du vedettariat de certains mannequins, de Twiggy ou Jean Shrimpton dans les années 1960 jusqu'au Victoria's Secret Fashion Show plus récemment. À la différence que ces instagirls cultivent chacune une personnalité forte très différente l'un de l'autre, loin de la standardisation de mise lors des précédentes décennies,. Par leur style, mais également par le réseau qu'elles se sont créé, leur légitimité dans le domaine de la mode est reconnue. « Les réseaux sociaux ont pris une importance considérable, et il faut donner envie aux gens de vous suivre, réussir à trouver une façon de se singulariser, savoir pourquoi on plaît aux gens et exploiter cet aspect » commente Constance Jablonski. De plus, Instagram leur offre une forme d'expression éloigné de l'anonymat parfois instauré dans ce domaine d'activité. Leur omniprésence fait que les médias commentent même leur temporaires absences d'Instagram.
Kendall Jenner, Cara Delevingne et Gigi Hadid surtout, mais aussi sa jeune sœur Bella Hadid, ou encore Emily Ratajkowski dans une moindre mesure « deviennent incontournables » en peu de temps : au-delà de leur carrière de mannequin, elles font également les gros titres de la presse et diversifient leurs activités, passant « d'influenceuse sur les réseaux sociaux à business girl 2.0 ». D'autres personnalités utilisent également Instagram comme un vecteur de diffusion, parfois pour créer en parallèle de l'audience sur leur blog, à l'image de Chiara Ferragni avec plusieurs millions d'abonnées sur l'application.

## Outils de communication
Les entreprises voient dans le nombre de followers un relais de communication pour leurs campagnes de publicité, permettant de toucher facilement différents publics souvent plus jeunes,,, le tout avec une « audience instantanée » impossible à obtenir pour ces marques. « C’est un échange de bons procédés : le mannequin gagne en sérieux et la marque en jeunesse ». Gigi Hadid précise que « aujourd’hui, on n’ignore plus que les marques sélectionnent les mannequins en fonction de leur habileté à s’adresser à différentes générations à travers le monde. » Annonceurs ou créateurs profitent donc de cet ensemble formé d'un mannequin ou d'une célébrité, qu'elle soit issue d'une grande famille, de la téléréalité ou autre. Cette corrélation entre « abonnés » et « influence » fait que Selena Gomez avec sa centaine de millions de followers signe à 24 ans un mirifique contrat avec le maroquinier Louis Vuitton, qu'elle annonce d'ailleurs sur Instagram,.
Certaines instagirls dépassent le million voire les dizaines de millions d'abonnés,. Kendal Jenner, le mannequin le plus suivi d'Instagram, reste l'archétype de ce courant,, « Instagram a changé le cours de son destin », « elle a su intéresser à la mode des gens habituellement loin d’elle, et donc séduire les clients de demain ». Le rôle de ces mannequins s'en trouve modifié, celles-ci n'étant plus seulement une image publicitaire dans le cadre limité d'une campagne mais deviennent « ambassadrices » de la marque au quotidien de par le monde, notamment en Chine où la clientèle est très connectée. Au-delà de « leur vie et leurs humeurs », ces enfants du numérique partagent nombre de photographies incluant les produits pour lesquelles un engagement est signé. Elles monétisent ainsi leur image. Les chiffres de dizaines ou centaines de milliers de dollars sont avancés pour chaque publication. Le mannequin gagne ainsi plus avec son usage d'Instagram qu'avec une séance photo de plusieurs heures. Malgré tout, l'authenticité de l'instagirl doit primer sur la simple publicité,. De plus, au delà du nombre brut d'abonnés, est valorisé l'engagement et la fidélité de l'auditoire ainsi que le nombre de « Like » ou de commentaires. Sous couvert de naturel et d’authenticité, les campagnes sont finalement très encadrées. Nicola Formichetti, pourtant très connecté, souligne d'ailleurs les limites du système car certaines personnalités « qui, malgré de nombreux followers, n'ont pas beaucoup d'influence, surtout si celles-ci ne donnent rien sur leur compte Instagram ». Certains rares hommes parviennent également à être présents de façon large sur les réseaux sociaux et à en tirer un revenu, tel Lucky Blue Smith avec son million d'abonnés Instagram ou Brooklyn Beckham, avec six millions de followers, qui signe un contrat avec les parfums Burberry comme photographe de la campagne de publicité, à seulement seize ans. La marque britannique reste d'ailleurs précurseur dans l'usage large d'internet, puis de ses réseaux sociaux.
Les agences de mannequinat ont modifié leur comportement et adapté les contrats face à cette nouvelle façon de faire, le coût de chaque mannequin varie en fonction du nombre d'abonnés, ce chiffre devenant un critère de sélection pour les marques. « Les entreprises vont lancer les carrières de  modèles basées autour de leurs personnalités et ce qu'elles représentent, et plus seulement sur leurs physiques ». En plus de multiples autres clauses, le nombre de publications pour la marque est maintenant incorporé à l'accord que signe le mannequin. Les agences n'enregistrent donc plus seulement les mensurations, mais également l'influent nombre de followers sur chaque réseau social,. Surfant sur la tendance, en parallèle se montent des agences spécialisées dans le recrutement sur les réseaux sociaux.

## Dans la mode
Outre ces instagirls, l'application de partage devient un « lieu » pour la découverte de nouveaux talents ; des campagnes de recrutement et ces concours sont organisés par différents médias et marques afin de trouver leur futur mannequin telle la recherche effectuée sur l'application par Diesel pour de nouveaux visages publicitaires. Le photographe Nick Knight est un précurseur dans l'usage d'Instagram pour son métier, particulièrement pour trouver de nouveaux modèles atypiques.
Alors que les années passées, le nombre d'images des défilés étaient encore faible, réservées à la presse, l'application de partage entraine une grande quantité de photographies et vidéos à tous les instants du moindre évènement de mode ; c'est devenu pour beaucoup « une routine », le réseau social étant « devenu l'alpha et l'oméga de l'industrie de la mode ». Cette instantanéité émanant de l'usage permanent d'Instagram entraine une réduction des délais inhérents à la mode entre la présentation d'une collection et sa commercialisation plusieurs mois plus tard : « des millions de gens suivent désormais les défilés sur Instagram au moment même où ils ont lieu et ils veulent pouvoir acheter ce qu'ils voient tout de suite » explique Kevin Systrom. La multiplicité d'images où les personnalités du premier rang des défilés sont souvent plus photographiées que les créations ; le créateurs ne vendent plus des vêtements mais une image globale de l'entreprise et cherchent à faire parler de la marque : le défilé devient un « coup médiatique » entrainant parfois une débauche de moyens pour les marques leader. Cela fait dire à Olivier Saillard que « l'hystérisation ne se fait plus sur les collections, mais sur les stars du front row. De quoi alimenter les réseaux sociaux, car il faut bien nourrir la bête médiatique. » Cette influence d'Instagram entraine d'ailleurs une modification de la publicité en vidéo, avec sa limitation à quinze secondes, « la durée de référence », mais aussi de l'organisation des défilés obligés à s'adapter aux contraintes de l'application. « Instagram est devenue LA force majeure à laquelle s’adresse le défilé. » Les créateurs de mode jouent le jeu de leur côté, tel Olivier Rousteing qui, dépassant le million d'abonnés, publie à la fois des photos de Balmain, marque pour laquelle il officie ou des images de lui-même parfois entouré de multiples mannequins en vogue appelés la  Balmain army. Le directeur général de la marque précise que « quand Olivier nous a proposé de communiquer via des réseaux sociaux, en particulier sur Instagram, ça a été vraiment une révolution pour nous […] nous avons vu l’image de Balmain changer et nous sommes passés d’une maison de couture parisienne à une maison de couture internationale, qui s’est démocratisée grâce à Instagram. »
Les marques envahissent les réseaux sociaux et utilisent Instagram, devenu un vecteur de communication comme un autre, pour annoncer une nouvelle boutique ou une récente collection. L'application se transforme alors en un accélérateur des ventes. Le danger reste que ces entreprises ne maitrisent plus la totalité de leur communication sur les réseaux sociaux : sur Instagram, les hashtags des marques posés par les internautes dépassent ceux émis par les marques elles-mêmes sans qu'aucun contrôle puisse être mis en place,.
Les membres du trio Louis Vuitton, Chanel et Dior dépassent allégrement plusieurs millions d'abonnés chacun. Kevin Systrom précise que « vous pouvez parler de vêtements pendant des heures, rien ne vaudra de les montrer. […] L'intérêt d'Instagram est évident pour toutes les industries orientées vers l'esthétique et le visuel, mais c'est sans doute la mode qui l'a le mieux intégré ». L'application est devenue, « en quelques saisons, l’alpha et l’omega de l’industrie de la mode » imposant son diktat.

## Travail d'une Instagirl
Toutes les instagirls n'ont pas la renommée des stars ; beaucoup ont débuté leur activité en amateur, avant de d'obtenir des contrats rémunérateurs avec des marques : « au début, c'est dur de prendre autant de photos de soi, de devenir une sorte de produit. »